# Smart-TV
Smart-TV, ibland skrivet Smart TV, är ett samlingsbegrepp för den nya generationens TV-apparater, vilka interagerar mot Internet för hämtning av information. Med uppkopplingen mot internet har den stora likheter med en smartphone, surfplatta eller en vanlig persondator eftersom man kan installera program och appar, ladda ner filer, lyssna på musik, spela spel eller verka på sociala medier. Finns det en surfplatta länkad till smart-tv:n kan denna användas som fjärrkontroll eller ett lättare supplement till tangentbordet.
Undersökningen Svenskarna och internet visade år 2021 att drygt hälften (56 %) av alla svenskar hade en smart-TV i hemmet.